# 菲爾·普蘭提爾
菲爾·普蘭提爾（英語：Phil Plantier、1969年1月17日—），前美國職棒的選手、教練，選手時期守備位置為外野手。1987年加盟美國職棒的波士頓紅襪隊，直至1990年才升上大聯盟。

## 生涯
1987年，以第11輪第292的順位加盟美國職棒波士頓紅襪隊。
1990年8月21日，於大聯盟首度登場，面對巴爾的摩金鶯隊1打數無安打。
1991年，該季擊出11支全壘打、35分打點、.331/.420/.615的成績，在美聯新人王的票選得到第八名。
1992年12月9日，被交易到聖地牙哥教士隊。
2012年，擔任大聯盟聖地牙哥教士隊的打擊教練，也是首度成為美國職棒大聯盟的教練。
2015年1月8日，加入中華職棒統一7-ELEVEn獅隊擔任打擊教練。於8月12日因家庭因素離隊。 

## 外部連結
- 菲爾·普蘭提爾在台灣棒球維基館上的頁面（繁體中文）